# 1590 год
1590 (ты́сяча пятьсо́т девяно́стый) год  по григорианскому календарю — невисокосный год, начинающийся в понедельник. Это 1590 год нашей эры, 10‑й год 9‑го десятилетия XVI века 2‑го тысячелетия, 1‑й год 1590‑х годов. Он закончился 435 лет назад.
| Пн | Вт | Ср | Чт | Пт | Сб | Вс |
| 1  | 2  | 3  | 4  | 5  | 6  | 7  |
| 8  | 9  | 10 | 11 | 12 | 13 | 14 |
| 15 | 16 | 17 | 18 | 19 | 20 | 21 |
| 22 | 23 | 24 | 25 | 26 | 27 | 28 |
| 29 | 30 | 31 |    |    |    |    |

| Пн | Вт | Ср | Чт | Пт | Сб | Вс |
|    |    |    | 1  | 2  | 3  | 4  |
| 5  | 6  | 7  | 8  | 9  | 10 | 11 |
| 12 | 13 | 14 | 15 | 16 | 17 | 18 |
| 19 | 20 | 21 | 22 | 23 | 24 | 25 |
| 26 | 27 | 28 |    |    |    |    |

| Пн | Вт | Ср | Чт | Пт | Сб | Вс |
|    |    |    | 1  | 2  | 3  | 4  |
| 5  | 6  | 7  | 8  | 9  | 10 | 11 |
| 12 | 13 | 14 | 15 | 16 | 17 | 18 |
| 19 | 20 | 21 | 22 | 23 | 24 | 25 |
| 26 | 27 | 28 | 29 | 30 | 31 |    |

| Пн | Вт | Ср | Чт | Пт | Сб | Вс |
|    |    |    |    |    |    | 1  |
| 2  | 3  | 4  | 5  | 6  | 7  | 8  |
| 9  | 10 | 11 | 12 | 13 | 14 | 15 |
| 16 | 17 | 18 | 19 | 20 | 21 | 22 |
| 23 | 24 | 25 | 26 | 27 | 28 | 29 |
| 30 |    |    |    |    |    |    |

| Пн | Вт | Ср | Чт | Пт | Сб | Вс |
|    | 1  | 2  | 3  | 4  | 5  | 6  |
| 7  | 8  | 9  | 10 | 11 | 12 | 13 |
| 14 | 15 | 16 | 17 | 18 | 19 | 20 |
| 21 | 22 | 23 | 24 | 25 | 26 | 27 |
| 28 | 29 | 30 | 31 |    |    |    |

| Пн | Вт | Ср | Чт | Пт | Сб | Вс |
|    |    |    |    | 1  | 2  | 3  |
| 4  | 5  | 6  | 7  | 8  | 9  | 10 |
| 11 | 12 | 13 | 14 | 15 | 16 | 17 |
| 18 | 19 | 20 | 21 | 22 | 23 | 24 |
| 25 | 26 | 27 | 28 | 29 | 30 |    |

| Пн | Вт | Ср | Чт | Пт | Сб | Вс |
|    |    |    |    |    |    | 1  |
| 2  | 3  | 4  | 5  | 6  | 7  | 8  |
| 9  | 10 | 11 | 12 | 13 | 14 | 15 |
| 16 | 17 | 18 | 19 | 20 | 21 | 22 |
| 23 | 24 | 25 | 26 | 27 | 28 | 29 |
| 30 | 31 |    |    |    |    |    |

| Пн | Вт | Ср | Чт | Пт | Сб | Вс |
|    |    | 1  | 2  | 3  | 4  | 5  |
| 6  | 7  | 8  | 9  | 10 | 11 | 12 |
| 13 | 14 | 15 | 16 | 17 | 18 | 19 |
| 20 | 21 | 22 | 23 | 24 | 25 | 26 |
| 27 | 28 | 29 | 30 | 31 |    |    |

| Пн | Вт | Ср | Чт | Пт | Сб | Вс |
|    |    |    |    |    | 1  | 2  |
| 3  | 4  | 5  | 6  | 7  | 8  | 9  |
| 10 | 11 | 12 | 13 | 14 | 15 | 16 |
| 17 | 18 | 19 | 20 | 21 | 22 | 23 |
| 24 | 25 | 26 | 27 | 28 | 29 | 30 |

| Пн | Вт | Ср | Чт | Пт | Сб | Вс |
| 1  | 2  | 3  | 4  | 5  | 6  | 7  |
| 8  | 9  | 10 | 11 | 12 | 13 | 14 |
| 15 | 16 | 17 | 18 | 19 | 20 | 21 |
| 22 | 23 | 24 | 25 | 26 | 27 | 28 |
| 29 | 30 | 31 |    |    |    |    |

| Пн | Вт | Ср | Чт | Пт | Сб | Вс |
|    |    |    | 1  | 2  | 3  | 4  |
| 5  | 6  | 7  | 8  | 9  | 10 | 11 |
| 12 | 13 | 14 | 15 | 16 | 17 | 18 |
| 19 | 20 | 21 | 22 | 23 | 24 | 25 |
| 26 | 27 | 28 | 29 | 30 |    |    |

| Пн | Вт | Ср | Чт | Пт | Сб | Вс |
|    |    |    |    |    | 1  | 2  |
| 3  | 4  | 5  | 6  | 7  | 8  | 9  |
| 10 | 11 | 12 | 13 | 14 | 15 | 16 |
| 17 | 18 | 19 | 20 | 21 | 22 | 23 |
| 24 | 25 | 26 | 27 | 28 | 29 | 30 |
| 31 |    |    |    |    |    |    |

## События
- 1493—1593 — Столетняя хорватско-османская война. Серия вооружённых конфликтов между Королевством Хорватия и Османской империей[1].
- 1507—1622 — Португало-персидская война. Ряд вооружённых конфликтов между колониалистской Португалией и вассальным Ормузом, с одной стороны, и Сефевидской империей, поддерживаемой англичанами, с другой[2].
- 1511—1641 — Малайско-португальская война. Вооружённый конфликт XVI-XVII веков, в котором Малаккский султанат при поддержке империи Мин, Голландской Ост-Индской компании (с 1607) и Джохора безуспешно сопротивлялся Португальской империи, стремившейся захватить Малакку и установить контроль над торговлей между Индией и Китаем[3].
- 1566—1609 — первый этап Нидерландской буржуазной революции (Восьмидесятилетняя война). Религиозно-идеологическая, политическая и социально-экономическая борьба Семнадцати провинций за независимость от испанского владычества[4].
  - 4 марта — осада Бреды[5].
- 1578—1590 — заканчивается Турецко-персидская война[6].
- 1585—1604 — Англо-испанская война[7].
- 1585—1598 — Восьмая гугенотская война[8].
  - 14 марта — битва при Иври между французской королевской армией Генриха IV и войсками Католической лиги под командованием Шарля Лотарингского, герцога Майеннского[9].
  - Май—сентябрь — осада Парижа[10].
- 18 августа — обнаружено исчезновение первой английской колонии в Северной Америке.

### Без точных дат
- Закон в Польше предоставил королю право раздавать земли к югу и юго-западу от Белой Церкви (ранее объявленной «пустыней») шляхте.
- Стамбульский мир Турции и Ирана. Захват турками всей территории Закавказья и Западного Ирана, в том числе Тебриза и Хамадана.

## Русское государство
Царствование: 1584—1598 — Фёдор Иванович
- 1590 — 1595 — начало Русско-шведской войны[11][12].
  - 30 января (9 февраля) — битва под Ивангородом[13].
  - 5 февраля (27 января) — главное русское войско, выступившее в поход в 1589 году под руководством царя вступили в Ижорскую землю, берёт город Ям[11][14].
  - В царском походе на Нарву, царя сопровождала его жена Ирина Фёдоровна (до Новгорода). Они вместе совершали поездки по монастырям, вызванные в значительной степени проблемами царя со здоровьем[15].
  - Начало февраля — русские войска начинают осаду Ругодив (Нарвы) и Ивангорода[11].
  - 9 февраля — передовой полк Дмитрия Хворостинина разбил шведов в битве под Ивангородом[11].
  - 7 марта (25 февраля) — в ходе осады Нарвы, в русском лагере было подписано перемирие сроком на один год, шведским наместником Нарвы Карлом Хенрикссоном Горн. По договору: Ям, Копорье (захвачено шведами в 1581 году) и Ивангород возвращаются России. Шведский король Юхан III отказывается его утвердить[11][14].
  - Ноябрь — шведы сделали неудачную попытку овладеть Ивангородом[14].
  - Декабрь — шведы опустошили Ижорскую землю и пограничный районы Псковщины[14].
  - Зима 1590/1591 — шведский отряд совершил рейд на Кольский полуостров[14].
- Местничество:
  - Январь—лето — Одоевский Иван Никитич Большой, Одоевский Иван Никитич Меньшой с Телятевским Андреем Андреевичем[16].
  - Лето — Одоевский Иван Никитич Большой, Одоевский Иван Никитич Меньшой с Ноготковым-Оболенским Фёдором Андреевичем[16].
- Хан Кучум совершал набеги и разорял деревни вокруг Тобольска[17].
- Шереметев Фёдор Васильевич обвинён племянником Шереметевым Петром Никитичем в хранении у себя вещей Шуйского Ивана Петровича, попал в опалу, и принял постриг с именем Феодорит в Краснохолмском Антониеве монастыре (ум. 1592)[18].
- Пожалование Думным дворянином: Ржевский Елизарий Леонтьевич[19].
- Пожалованы окольничеством: Салтыков Михаил Глебович[19].
- На службу Государю выехал родоначальник дворянского рода: Бекетовы[20].

### Города и поселения
- 12 июля — основание Саратова воеводами Засекиным Григорием Осиповичем и Туровым Фёдором Михайловичем, как крепость для охраны Волжского пути и южных границ Русского государства от набегов ногайцев и нападения казаков (первоначальное местоположение предмет дискуссии. см. 1674 год)[21].
- Первое упоминание в исторических документах города Узин.
- Крымскими и ногайскими татарами сожжена, построенная в 1585 году, крепость Воронеж (восстановлена в 1594 году)[22].
- Тобольску присвоен статус города.
- Воеводою Иваном Григорьевичем Нагим был построен острог на реке Лозьва[17].
- Территория на которой был расположен г. Кемь, во время русско-шведской войны 1590-1593 годов, была пожалована царём Соловецкому монастырю с условием возведения здесь острога для обороны Западного Поморья (сооружён в 1598 году)[23].
- Основана Ядринская крепость (сов. г. Ядринск), как острог, под руководством Куракина Андрея Петровича[24].
- Основан Горне-Успенский женский монастырь Вологодской епархии Русской православной церкви, расположенный в исторической части Вологды, в Верхнем Посаде[25].

### Акты и грамоты
- Запись о смотре, верстании и раздаче жалования детям боярским из Переяславля-Залесского[26].

### Руководители приказов
| Года      | Приказ            | Ф,И,О главы                 | Примечания |
| --------- | ----------------- | --------------------------- | ---------- |
| 1577-1594 | Разрядный приказ  | Щелкалов Василий Яковлевич  |            |
| 1570-1594 | Посольский приказ | Щелкалов Андрей Яковлевич   |            |
| 1584-1597 | Большого дворца   | Годунов Григорий Васильевич | Боярин     |
| 1586-1593 | Стрелецкий приказ | Годунов Иван Васильевич     | Боярин     |

## Начало правления
См.также: Список глав государств в 1590 году
- 17 мая — Анна Датская стала королевой Шотландии.
- 1590 — Урбан VII, Папа римский.
- 1590—1591 — Григорий XIV, Римский Папа.

## Наука и искусство
- Появились первые микроскопы.

## Родились
См. также: Категория:Родившиеся в 1590 году

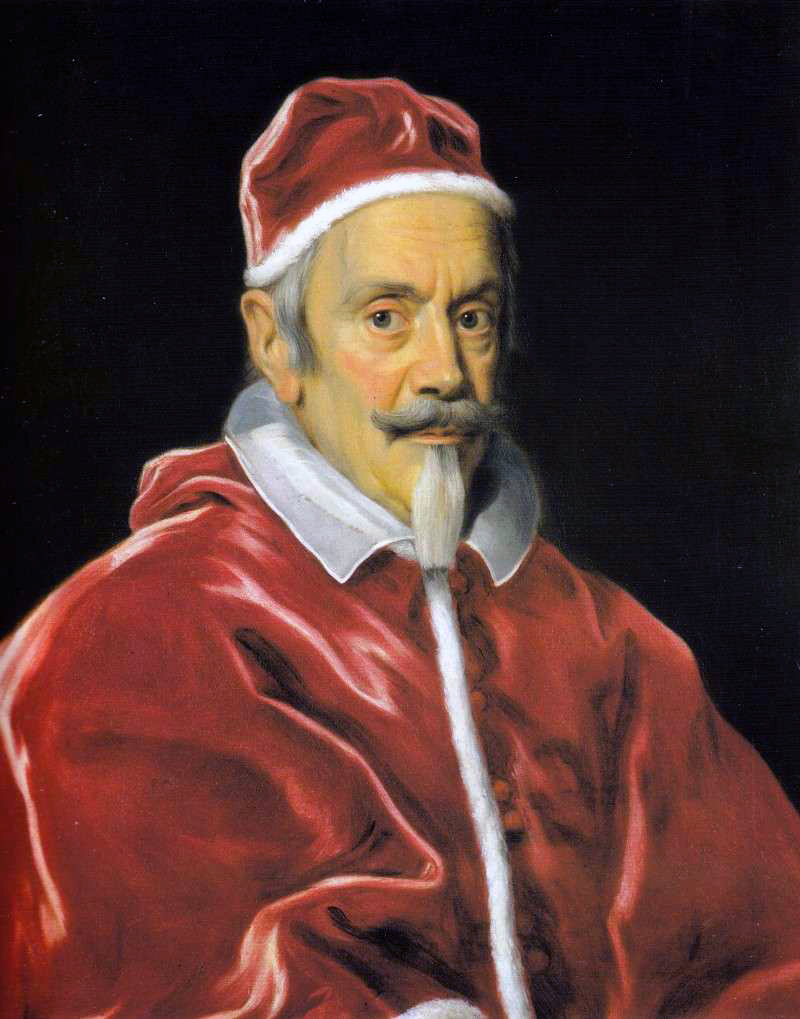
Изображение папы римского Климента X

- 9 января — Симон Вуэ, французский живописец-монументалист, портретист и декоратор.
- 18 апреля — Ахмед I, султан Османской империи (1603—1617).
- 13 июля — Климент X, папа римский с 29 апреля 1670 по 22 июля 1676 года.
- Эсайас ван де Вельде — нидерландский художник и гравёр.
- Теофиль де Вио — французский писатель XVII века, представитель либертинажа.
- Мацей Глосковский — польский математик, поэт и переводчик.
- Урбен Грандье — французский католический священник, обвинённый в дьяволопоклонничестве, колдовстве и ритуальных убийствах и сожжённый на костре по приговору церковного суда.
- Карл Австрийский — 43-й великий магистр Тевтонского ордена с 1618 по 1624 годы, эрцгерцог Австрийский, епископ Бриксенский, князь-епископ Бреслау.
- Козимо II Медичи — великий герцог Тосканский из дома Медичи, период правления: 1609—1621. Старший сын Фердинандо I Медичи от Кристины Лотарингской (1565—1637).
- Григоре Уреке — молдавский боярин, автор летописи «Летописецул цэрий Молдовей… де ла Драгош-водэ пынэ ла Арон-водэ».
- Геррит ван Хонтхорст — фламандский художник.

## Скончались
См. также: Категория:Умершие в 1590 году

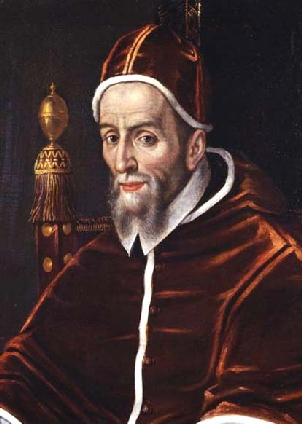
Изображение папы римского Урбана VII

- 19 июля — умер от лихорадки Франсуа дю Плесси де Ришельё, французский государственный деятель, отец кардинала Ришельё.
- 27 июля — Сикст V, папа римский с 24 апреля 1585 по 27 июля 1590, проповедник и пропагандист контрреформационных лозунгов Тридентского собора.
- 7 (17) августа — Хворостинин Дмитрий Иванович (согласно надписи на надгробной плите, по другим данным не ранее 21 (31) июля 1591), русский военноначальник, воевода и боярин (не позднее ноября 1584)[30].
- 27 сентября — Урбан VII, папа римский с 15 сентября по 27 сентября 1590, кардинал и нунций в Испании.
- Анна Австрийская — герцогиня Баварии как супруга герцога Альбрехта V. Дочь императора Священной Римской Империи Фердинанда I и Анна Ягеллонки.
- Джамбаттиста Бенедетти — итальянский математик, физик и теоретик музыки.
- Бернардино де Саагун — испанский миссионер, монах ордена францисканцев, историк и лингвист, работавший в Мексике. Автор множества сочинений как на испанском языке, так и на языке науатль, являющихся ценнейшими источниками по истории доколумбовой Мексики.
- Екатерина де Риччи — итальянская католическая святая.
- Кано Эйтоку — японский художник.
- Карл I де Бурбон — французский кардинал, архиепископ Руанский, первый принц крови и командор ордена Святого Духа (1579). После смерти последнего из Валуа (1589) провозглашён Католической лигой королём Франции под именем Карла X, но реально не правил.
- Карл II — эрцгерцог Австрийский, правитель Внутренней Австрии с 1564 года, принадлежал к Штирийской линии Габсбургов.
- Кристина Датская — датская принцесса. В первом браке с 1533 по 1535 носила титул герцогини Миланской, а во втором с 1541 по 1559 — герцогини Лотарингии.
- Амбруаз Паре — французский хирург, считающийся одним из отцов современной медицины.
- Фрэнсис Уолсингем — министр Елизаветы I, член Тайного совета, начальник разведки и контрразведки Англии.
- Джозеффо Царлино — итальянский теоретик музыки, педагог и композитор. Его трактат «Основы гармоники» в четырёх книгах — крупнейшее достижение музыкальной науки в Италии XVI века. Учение о музыке Царлино оказало значительное влияние на западноевропейскую музыкальную науку позднего Возрождения и барокко.
- Одоевский Михаил Никитич — служилый князь[31].